# Arja Hannus
Arja Hannus (* 30. Januar 1960 in Ånge) ist eine ehemalige schwedische Orientierungs- und Ski-Orientierungsläuferin. In beiden Sportarten wurde sie Weltmeisterin.

## Laufbahn
Hannus wurde bereits 1976 schwedische Meisterin im Nacht-Orientierungslauf und sammelte um 1980 drei weitere nationale Meistertitel. 1981 nahm sie an den Weltmeisterschaften im schweizerischen Thun teil und wurde mit Barbro Lönnkvist, Karin Rabe und Annichen Kringstad Staffelweltmeisterin. Anfang 1982 ging sie bei den Ski-Orientierungslauf-Weltmeisterschaften in Aigen im Ennstal an den Start. Sowohl im Einzel vor den Finninen Mirja Puhakka und Sirpa Kukkonen als auch in der Staffel mit Ulla Klingström und Susanne Lindgren gewann sie Gold. Bei den kommenden vier Weltmeisterschaften gewann sie zudem vier Silber- und zwei Bronzemedaillen. Auch bei Orientierungslauf-Weltmeisterschaften ohne Ski, die sie nach 1981 zweimal ausließ, stellten sich Erfolge ein. 1987 im französischen Gérardmer gewann sie die Einzelkonkurrenz der Damen und wurde mit der Staffel Vizeweltmeisterin. 1989 und 1991 konnte sie mit der Staffel den Weltmeistertitel gewinnen. Auch im Ski-Orientierungslauf fand ihre Karriere Anfang der 1990er Jahre einen neuen Höhepunkt. 1992 in Frankreich wurde sie Weltmeisterin auf der Kurzdistanz und mit der Staffel als Schlussläuferin mit Ann-Charlotte Carlsson und Annika Zell. Danach beendete sie ihre Laufbahn als Spitzensportlerin zunächst, kehrte jedoch zu den Weltmeisterschaften 1998 zurück und belegte dabei in beiden Einzelwettkämpfe den vierten Platz und mit der Staffel Rang zwei. Bei ihren letzten Ski-Orientierungslauf-Weltmeisterschaften 2000 im russischen Krasnojarsk war Hannus bereits 40 Jahre alt. Auf der langen Distanz verwies sie die Finnin Liisa Anttila trotzdem knapp auf den zweiten Platz und gewann damit ihren fünften Weltmeisterschafts-Titel im Ski-Orientierungslauf.
Arja Hannus lief während ihrer Karriere für die Vereine Kovlands IF, IFK Södertälje und Domnarvets GoIF. Mit Södertälje gewann sie 1991 die Venla. Im selben Jahr gewann sie auch das O-Ringen.

## Platzierungen

### Orientierungslauf
Weltmeisterschaften:
- 1981: 8. Platz Einzel, 1. Platz Staffel
- 1987: 1. Platz Einzel, 2. Platz Staffel
- 1989: 8. Platz Einzel, 1. Platz Staffel
- 1991: 11. Platz Kurz, 12. Platz Klassik, 1. Platz Staffel

Nordische Meisterschaften:
- 1982: 8. Platz Einzel
- 1984: 6. Platz Einzel, 3. Platz Staffel
- 1986: ?. Platz Einzel, 2. Platz Staffel
- 1990: ?. Platz Einzel, 3. Platz Staffel

Schwedische Meisterschaften:
- Schwed. Meisterin Langdistanz 1978
- Schwed. Meisterin Ultralangdistanz 1991
- Schwed. Meisterin Nachtlauf 1976, 1979 und 1981
- Schwed. Meisterin Staffel 1990, 1991 und 1997

### Ski-Orientierungslauf
Weltmeisterschaften:
- 1982: 1. Platz Einzel, 1. Platz Staffel
- 1984: 5. Platz Einzel
- 1986: 2. Platz Einzel, 2. Platz Staffel
- 1988: 5. Platz Kurz, 7. Platz Lang, 3. Platz Staffel
- 1990: 3. Platz Kurz, 2. Platz Lang, 2. Platz Staffel
- 1992: 1. Platz Kurz, 3. Platz Lang, 1. Platz Staffel
- 1998: 4. Platz Kurz, 4. Platz Lang, 2. Platz Staffel
- 2000: 7. Platz Kurz, 1. Platz Lang, 2. Platz Staffel

Gesamt-Weltcup:
- 1991: 1. Platz
- 1997: 12. Platz
- 1999: 1. Platz
- 2000: 3. Platz

Schwedische Meisterschaften:
- 10 Meistertitel in den Jahren 1981 bis 1986 und 1988 bis 1991